# Diamantina lombardii
Diamantina lombardii là một loài thực vật có hoa trong họ Podostemaceae. Loài này được Novelo, C.T.Philbrick & Irgang mô tả khoa học đầu tiên năm 2004.